# Paronychia pontica
Paronychia pontica là loài thực vật có hoa thuộc họ Cẩm chướng. Loài này được (Borhidi) Chaudhri mô tả khoa học đầu tiên năm 1968.